# Christina van Dietz
Christina van Dietz (Siegen, 22 augustus 1571 - 1637/1638) werd geboren uit de buitenechtelijke relatie van Anna van Saksen (1544-1577) - de tweede echtgenote van Willem van Oranje - en de jurist Jan Rubens.

## Voorgeschiedenis
Anna van Saksen leerde Rubens in 1568 in Keulen kennen, waar hij zijn toevlucht had gezocht als protestant en schepen van Antwerpen. Anna ontwikkelde een warme verstandhouding met Rubens, zijn vrouw en hun vier kinderen (onder wie de latere schilder Peter Paul Rubens) en liet zich ook juridisch door hem bijstaan. 
Door een conflict met koning Filips II van Spanje was Willem van Oranje in 1567 met zijn vrouw en kinderen vanuit Nederland voor onbepaalde tijd naar Duitsland gevlucht. Kort daarop was zijn bezit door de Raad van Beroerten verbeurdverklaard, en was hij bij verstek ter dood veroordeeld. Anna van Saksen, die hierdoor financieel benadeeld werd en toch al geen goede relatie met haar echtgenoot had, besloot op aanraden van Rubens om bij Alva en de Spaanse koning haar deel van het bezit terug te vragen, omdat ze immers toch al bijna weduwe was, en ze natuurlijk niets te maken had met het conflict van haar man met de Spaanse koning.
Al in het voorjaar van 1570 werd op slot Dillenburg vermoed dat Jan Rubens de kwade genius was achter dit plan om Anna in het bezit te stellen van haar weduwgift. Toen eenmaal bleek dat Anna zwanger was, terwijl Willem zeker wist dat het kind niet van hem kon zijn en hij op de hoogte was van hun intieme relatie, werd Jan Rubens in maart 1571 gearresteerd bij het betreden van Nassau's grondgebied. Hij werd gevangengezet op slot Dillenburg en gaf toe 12 tot 14 keer met Anna te hebben geslapen. De schande moest binnenskamers gehouden worden. De buitenwereld bleef tot ver in de 19e eeuw onkundig over de hele affaire.
Jan Rubens kwam in 1573 vrij na het betalen van een borgsom van 6000 taler, maar werd voor tien jaar naar Siegen verbannen.

## Leven
Christina werd gedoopt en de eerste jaren door haar moeder verzorgd. Ze kwam in 1574 onder de hoede van Jan VI van Nassau-Dillenburg en ging op haar tiende het klooster in. Haar moeder werd onder curatele van haar familie geplaatst en kreeg streng huisarrest in het kasteel van Beilstein in het Westerwald. Ze werd er weinig liefdevol behandeld en maakte zich door woedeaanvallen geheel onmogelijk. Christina's moeder stierf op 18 december 1577.
In 1597 werd Christina uitgehuwelijkt aan burggraaf Johann Wilhelm von Welschenengst-Bernkott. Het paar kreeg drie kinderen. Tijdens de Dertigjarige Oorlog werd hun bezit verbeurd verklaard en nadat haar echtgenoot in 1636 stierf, moest Christina onderdak zoeken bij verwanten. Ze trok waarschijnlijk in bij haar dochter Katharina. Na haar dood werd Christina begraven in de domkerk van Meissen.
Christina's halfbroer Peter Paul Rubens zou zich met schilderkunst en diplomatie volledig voor de Contrareformatie inzetten.